# Tumbes
 Tumbes, città posta all'estremo nord del Perù, è capoluogo dell'omonima regione.
Si trova allo sbocco del río Tumbes nel golfo di Guayaquil (oceano Pacifico), a 10 km a sud della frontiera con l'Ecuador e a 1256 km a nord di Lima.
Per la sua posizione geografica è caratterizzata da un clima caldo-umido per tutto l'anno, con temperature medie di 30 °C. 
La regione di Tumbes è stata popolata da tempi precedenti all'Impero Inca ed è l'area dove giunsero per la prima volta i conquistadores spagnoli per colonizzare il paese (Francisco Pizarro nel 1528).